# Rétronymie
 (février 2024).
Si vous disposez d'ouvrages ou d'articles de référence ou si vous connaissez des sites web de qualité traitant du thème abordé ici, merci de compléter l'article en donnant les références utiles à sa vérifiabilité et en les liant à la section « Notes et références ».
 (février 2024).
Ne doit pas être confondu avec Rétroacronyme.
« L'Ancien » redirige ici.  Pour le personnage de Marvel Comics, voir Ancien (comics).
Un rétronyme est un mot nouveau ou une expression nouvelle créé(e) pour désigner un objet, un concept ou un fait historique dont le nom original est par la suite utilisé pour quelque chose d'autre, ou qui n'est plus unique. 
La rétronymie est l'étude de la formation de ces rétronymes qui sont une sous-catégorie particulière de néonymes induits par le« réajustement » conceptuel d'un domaine.
La création d'un rétronyme est souvent[réf. souhaitée] la conséquence d'une avancée technologique. Cependant, dans la catégorie des faits historiques, il faut citer en exemple l’appellation « la Grande Guerre » (ou « guerre 14-18 ») remplacée par la « Première Guerre mondiale » après la survenue de la seconde.

## À propos du terme
Le mot « rétronyme » est un calque du néologisme anglais retronym créé par Frank Mankiewicz et popularisé en 1980 par William Safire dans le New York Times.

## Liste
| Terme remplacé           | Nouveau terme                          | Raison du remplacement                                    | Époque                  |
| ------------------------ | -------------------------------------- | --------------------------------------------------------- | ----------------------- |
| Arme                     | Arme conventionnelle                   | Arme nucléaire, radiologique, bactériologique et chimique | milieu du XXe siècle    |
| Appareil photo           | Appareil photo argentique              | Appareil photo numérique                                  | fin du XXe siècle       |
| Chocolat                 | Chocolat chaud (boisson)               | Chocolat (solide)                                         |                         |
| Copie                    | Copie papier (physique)                | Copie numérique (support magnétique)                      | fin du XXe siècle       |
| Courrier                 | Courrier papier                        | Courrier électronique                                     | fin du XXe siècle       |
| Disque (en informatique) | Disque dur                             | Disquette                                                 |                         |
| Disque (en musique)      | (Disque) vinyle                        | Disque compact (CD)                                       | années 1980             |
| Grande Guerre            | Première Guerre mondiale               | Seconde Guerre mondiale                                   | années 1940             |
| Après-guerre             | Entre-deux-guerres                     | Seconde Guerre mondiale                                   | années 1940             |
| Franc                    | Franc français                         | Franc belge, CFA, luxembourgeois, pacifique, suisse       |                         |
| Machine à laver          | Lave-linge                             | Lave-vaisselle                                            |                         |
| Montre                   | Montre analogique                      | Montre numérique à cristaux liquides                      |                         |
| Montre                   | Montre de poche, montre-gousset        | Montre-bracelet                                           |                         |
| Nombres                  | Nombres réels                          | Nombres complexes                                         | Cantor, 1883            |
| Ordinateur               | Ordinateur de bureau ou fixe           | Ordinateur portable, ultraportable                        |                         |
| Portable                 | Ordinateur portable                    | Téléphone portable                                        |                         |
| Télévision               | Télévision noir et blanc (années 1960) | Télévision couleur                                        | (années 1960-1980)      |
| Film                     | Film muet                              | Film (parlant)                                            | Fin des années 1920     |
| Téléphone                | Téléphone à cadran                     | Téléphone à touches                                       |                         |
| Téléphone                | (Téléphone) fixe ou filaire            | Téléphone portable                                        | fin du XXe siècle       |
| Transmission             | Transmission manuelle                  | Transmission automatique                                  |                         |
| Vélo                     | Vélo musculaire                        | Vélo électrique                                           |                         |
| World Wide Web           | « Web de documents » ou « Web 1.0 »    | Web des données ou Web 3.0                                | tournant du XXIe siècle |

Souvent, lorsqu'une œuvre connaît une suite partageant une partie de son titre avec l'original (par exemple, suivi du numéro « 2 »), l'original se voit alors doté d'un numéro « 1 » qui n'existait pas à l'origine. Cette habitude a été exploitée pour le titre du film parodique Loaded Weapon 1 (sorti en France sous le nom d'Alarme fatale, sans « 1 ») et qui n'a à ce jour jamais eu de suite.
De la même manière, lorsqu'une entreprise développe une variante d'un produit, le nom du produit original pouvant alors devenir nom de gamme peut se voir ajouter un adjectif (par exemple, l'iPod devient iPod classic, et la PlayStation, la « PSone »).

## Quelques adjectifs rétronymiques
- « acoustique » : désigne les instruments de musique non électriques qui n'ont pas besoin d'amplificateur (guitare acoustique, piano acoustique). Par extension, désigne également les vélos non électriques (vélo acoustique, synonyme de vélo musculaire)[réf. nécessaire].
- « analogique » : désigne des systèmes non numériques (montre analogique, enregistrement analogique).
- « conventionnel » ou « traditionnel » : désigne les systèmes ou méthodes qui ont été en grande partie supplantés par de nouveaux (four traditionnel à la suite de l'arrivée du micro-ondes ; tour conventionnel à la suite du développement de tours numériques).

## Pour lesanthroponymes
Quand un enfant reçoit un nom identique à son prédécesseur (généralement son père), on donne souvent rétroactivement à l'original les suffixes :
- « Sr. » (abréviation de « Senior »), l'enfant étant alors qualifié de « Jr. » (pour « Junior ») ;
- « Père » (par exemple Alexandre Dumas père), l'enfant étant alors qualifié de « fils » (Alexandre Dumas fils) ;
- « l'Ancien » ou « le Vieux », l'enfant étant alors différencié avec le qualificatif « le Jeune » (ces appellations sont aussi données à des personnes ne présentant aucun lien familial et pouvant avoir vécu à des époques très différentes) ;
- « Ier / Ire », chiffre romain utilisé pour les régents dynastiques, le successeur portant alors le nom de « II ». Il en est de même pour les gouvernements remaniés, où on utilise plutôt simplement « I ». Exemple : Gouvernement Fillon I.